# 北見秀司
北見 秀司（きたみ しゅうじ、1960年 - ）は、日本の哲学者。津田塾大学学芸学部国際関係学科教授。
1994年東京大学大学院人文科学研究科仏語仏文学専門課程博士課程単位取得満期退学。1996年パリ第10大学（ナンテール大学）哲学科博士課程修了。文学・人文科学博士号（専門、哲学）取得。1999年津田塾大学学芸学部国際関係学科准教授、2010年教授。2008年4月より1年間パリ第4大学（ソルボンヌ大学）外国人研究員。
2世紀フランス思想、特にサルトルの疎外論・物象化論を研究している。『ポスト資本主義を構想する』（共著、本の泉社、2014年）に「アタック・フランスとフランス緑の党の政策提案」、『サルトル読本』（澤田直編、法政大学出版局、2015年）に「サルトルとマルクス，あるいは，もうひとつの個人主義，もうひとつの自由のあり方──変革主体形成論の試み」を執筆している。

## 著書
- 『サルトルとマルクスⅠ――見えない『他者』の支配の陰で』（春風社、2010年）
- 『サルトルとマルクスⅡ――万人の複数の自律のために』（春風社、2011年）
- 『ポスト資本主義を構想する』（長砂實、荒木武司、聽濤弘、岩田昌征、大西広共著、本の泉社、2014年）